# العلاقات المالديفية المجرية
العلاقات المالديفية المجرية هي العلاقات الثنائية التي تجمع بين المالديف والمجر.

## مقارنة بين البلدين
هذه مقارنة عامة ومرجعية للدولتين:
| وجه المقارنة                                              | المالديف       | المجر                                                       |
| --------------------------------------------------------- | -------------- | ----------------------------------------------------------- |
| المساحة (كم2)                                             | 298            | 93.04 ألف                                                   |
| عدد السكان (نسمة)                                         | 436.33 ألف     | 9.78 مليون                                                  |
| الكثافة السكانية (ن./كم²)                                 | 146.42 ألف     | 105.12                                                      |
| العاصمة                                                   | ماليه          | بودابست                                                     |
| اللغة الرسمية                                             | اللغة الديفهي  | لغة مجرية                                                   |
| العملة                                                    | روفيه مالديفية | فورنت مجري                                                  |
| الناتج المحلي الإجمالي (بليون دولار)                      | 4.60 مليار     | 139.14 مليار                                                |
| الناتج المحلي الإجمالي (تعادل القوة الشرائية) بليون دولار | 5.23 مليار     | 260.42 مليار                                                |
| الناتج المحلي الإجمالي الاسمي للفرد دولار أمريكي          | 8.39 ألف       | 12.36 ألف                                                   |
| الناتج المحلي الإجمالي للفرد دولار أمريكي                 | 12.53 ألف      | 25.07 ألف                                                   |
| مؤشر التنمية البشرية                                      | 0.706          | 0.828                                                       |
| رمز المكالمات الدولي                                      | +960           | +36                                                         |
| رمز الإنترنت                                              | .mv            | .hu                                                         |
| المنطقة الزمنية                                           | ت ع م+05:00    | ت ع م+01:00، ت ع م+02:00، أوروبا/بودابست ‏، توقيت وسط أوروبا |

## منظمات دولية مشتركة
يشترك البلدان في عضوية مجموعة من المنظمات الدولية، منها:
| علم المنظمة | اسم المنظمة                        | تاريخ انضمام المالديف | تاريخ انضمام المجر |
| ----------- | ---------------------------------- | --------------------- | ------------------ |
|             | مؤسسة التنمية الدولية              | 13 يناير 1978         | 29 أبريل 1985      |
|             | يونسكو                             | 18 يوليو 1980         | 14 سبتمبر 1948     |
|             | وكالة ضمان الاستثمار متعدد الأطراف | 19 مايو 2005          | 21 أبريل 1988      |
|             | الأمم المتحدة                      | 21 سبتمبر 1965        | 14 ديسمبر 1955     |
|             | الاتحاد البريدي العالمي            | ?                     | ?                  |
|             | البنك الدولي للإنشاء والتعمير      | 13 يناير 1978         | 7 يوليو 1982       |
|             | الاتحاد الدولي للاتصالات           | 28 فبراير 1967        | 1866               |
|             | منظمة حظر الأسلحة الكيميائية       | ?                     | ?                  |
|             | مؤسسة التمويل الدولية              | 2 فبراير 1983         | 29 أبريل 1985      |
|             | منظمة التجارة العالمية             | ?                     | 1995               |
|             | منظمة الشرطة الجنائية الدولية      | ?                     | ?                  |

## وصلات خارجية
- موقع وزارة الخارجية المالديفية
- موقع وزارة الخارجية المجرية